# TBSブロードウェイガールズ
TBSブロードウェイガールズ(ティービーエスブロードウェイガールズ)は、TBSテレビ所属の女性アナウンサー4人によるキャンペーンガールユニット。

## 概要
- 赤坂ACTシアターで、2009年5月12日結成。TBSテレビ主催のイベントを宣伝する目的として活動。結成会見では、メンバー全員がXANADUの女神キラの衣装着用で会見出席した。
- また、赤坂ACTシアターで2009年に公演するRENT、コーラスライン、CHICAGOのプロモーションも同ユニットでも引き受け行う。
- 元々はイベントの宣伝方法は、TBSテレビの特別番組でタレントや男性アナウンサーが鑑賞方法を説明していたが、経済不況の影響で経費削減のあおりを受けて、観客動員数減少に歯止めをかける為に、複数のTBS女性アナウンサーが起用する運びとなった。

## メンバー
メンバーはTBSテレビ編成局アナウンス室所属。2003年以前はTBS(旧法人)入社、2004年以降はTBSテレビ入社と記載（TBSテレビのアナウンサー一覧も参照）。青木以外は王様のブランチのレギュラー担当経験者。
- 久保田智子
TBS(旧法人)2000年4月入社。
- 竹内香苗
TBS(旧法人)2001年入社。TBSテレビ地上デジタル放送推進大使も兼務。
- 青木裕子
TBSテレビ2005年入社。サンデージャポンを、前任の竹内から引き継いだ。
- 出水麻衣
TBSテレビ2006年入社。2007年1月、イベントの宣伝番組を担当した。